# Eric F. Ross
Eric F. Ross, geborener Erich Rosenberg (* 25. Juni 1911 in Dortmund; † 8. September 2010 in Zürich) war ein deutschamerikanischer Unternehmer und Mäzen.

## Leben
Erich Rosenberg stammte aus kleinen Verhältnissen. Er wurde kaufmännischer Angestellter und lernte Lore Blumental kennen. Kurz vor der Pogromnacht im November 1938 emigrierte Rosenberg in die Vereinigten Staaten, während Lore Blumental in Paris festsaß und zu Kriegsbeginn von den Franzosen im Camp de Gurs interniert wurde. Von dort konnte sie über die Pyrenäen fliehen und gelangte über Lissabon 1943 in die USA, wo sie heiraten konnten. Sie hatten eine Tochter Barbara und einen Sohn Peter. Rosenbergs Eltern Regina und Albert Rosenberg wurden 1942 ins KZ Auschwitz deportiert und dort Opfer des Holocaust.
Während des Zweiten Weltkriegs war er Soldat und änderte seinen Namen in Eric F. Ross. Er gehörte zu den Ritchie Boys, den in Camp Ritchie für Spezialaufgaben ausgebildeten Soldaten, und wurde bei der Befreiung Deutschlands eingesetzt.
Nach dem Krieg gelang es ihm, in Newark (New Jersey) als Selfmademan das Chemieunternehmen „Alpha Chemical and Plastics“ aufzubauen. Nachdem er sich zur Ruhe gesetzt hatte, zogen sie von South Orange New Jersey nach Palm Beach Florida.
Ross und seine Frau betätigten sich als Philanthropen und Mäzene. Aus ihren vielfältigen Spenden ragt eine 10-Millionen-Dollar-Spende für das United States Holocaust Memorial Museum in Washington, D.C. heraus. In ihrem Heimatort Newark förderten sie unter anderem eine Schule und den Schüleraustausch mit Israel sowie das Newark Museum. Unter den verschiedenen Einrichtungen in Palm Beach, die von ihnen unterstützt wurden, war dort das Norton Museum of Art.
In Deutschland wurde insbesondere die Neuerrichtung des Jüdischen Museums Berlin von Ross maßgeblich gefördert. Das Museum benannte 2006 einen Ausstellungsraum im Libeskindbau „Eric F. Ross Galerie“, die der Geehrte dem Andenken seiner Eltern widmete. 2012 wurde die neu errichtete Akademie des Jüdischen Museums als „Eric-F.-Ross-Bau“ der Öffentlichkeit übergeben.
Ross erhielt 2009 das Bundesverdienstkreuz 1. Klasse aus der Hand des Bundespräsidenten.